# بنو وهبان (یمن)
 بنو وهبان  نام روستایی ایست در منطقهٔ وشقة، در ناحیهٔ (کُشر) از توابع استان ذَمار (در غرب یمن)در کشور یمن در شبه جزیره عربستان است. 
جمعیت آن ۳۷۵ نفر (۱۰ خانوار) می‌باشد.